# Metastrongylus
Metastrongylus е таксономичен род кръгли червеи от семейство Metastrongylidae. Представителите му са белодробни паразити основно при свинете и обикновено предизвикват верминозен бронхит. Заболяването, което предизвикват се нарича метастронгилидоза.

## Видове
- Metastrongylus elongatus (Dujardin, 1845) syn. M. apri
- Metastrongylus pudentodectus (Wostokow, 1905)
- Metastrongylus salmi (Gedoelst, 1823)
- Metastrongylus confusus (Jansen, 1964)
- Metastrongylus asymmetricus (Noda, 1973)

## Жизнен цикъл
Цикълът на развитие е непряк. Възрастните снасят яйца, които посредством храчката се преглъщат и попадат в храносмилателната система. От там с изпражненията попадат извън тялото. Тук те биват погълнати от дъждовни червеи, излюпва се ларва, която за няколко дни става инвазиоспособна. Цикълът се затваря при поглъщането на заразени червеи. От храносмилателния тракт на крайния гостоприемник ларвата преминава в лимфата или кръвта и от там достига до белия дроб. Тук за 3 – 4 седмици достига полова зрялост.